# Петрівська сільська рада (Чутівський район)
Петрівська сільська́ ра́да — адміністративно-територіальна одиниця та орган місцевого самоврядування в Чутівському районі Полтавської області. Адміністративний центр — село Чапаєве.

## Загальні відомості
- Населення ради: 1693 особи (станом на 2001 рік)

## Населені пункти
Сільській раді підпорядковані населені пункти:
- c. Петрівка
- с. Майорівка

## Склад ради
Рада складається з 14 депутатів та голови.
- Голова ради: Штепка Валерій Валерійович
- Секретар ради:

### Керівний склад попередніх скликань
| Прізвище, ім'я, по батькові   | Основні відомості | Дата обрання | Дата звільнення |
| ----------------------------- | --- | ------------ | --------------- |
| Пікарик Олександр Антонович   | Сільський голова, 1950 року народження, безпартійний                                                                       | 26.03.2006   | 31.10.2010      |
| Сорокін Михайло Олександрович | Сільський голова, 1952 року народження, освіта вища, член партії Єдиний Центр                                              | 31.10.2010   | 25.10.2015      |
| Штепка Валерій Валерійович    | Сільський голова, 1983 року народження, освіта вища, безпартійний, ГУ ДФС в Полтавській області, старший оперуповноважений | 25.10.2015   |                 |

Примітка: таблиця складена за даними сайту Верховної Ради України та ЦВК

### Депутати VII скликання
За результатами місцевих виборів 2015 року депутатами ради стали:

#### За суб'єктами висування
| Суб'єкт висування              | Кількість обраних депутатів | %     |
| ------------------------------ | --------------------------- | ----- |
| Самовисування                  | 13                          | 92.86 |
| Політична партія «Рідне місто» | 1                           | 7.14  |

#### За округами
| № округу | Прізвище, ім'я, по батькові     | Ким висунуто                   | Дата нар.  | Освіта              | Партійна приналежність | Відомості                                                                                 |
| -------- | ------------------------------- | ------------------------------ | ---------- | ------------------- | ---------------------- | ----------------------------------------------------------------------------------------- |
| 1        | Гнойко Олег Володимирович       | Самовисування                  | 25.05.1968 | вища                | безпартійний           | СФГ «Сокіл», голова                                                                       |
| 2        | Гарбар Оксана Євгенівна         | Самовисування                  | 17.09.1968 | вища                | безпартійна            | Чутівська дільниця ТОВ «Гудятянський елеватор», начальник виробничо-технічної лабораторії |
| 3        | Заєць Володимир Олексійович     | Самовисування                  | 13.12.1967 | вища                | безпартійний           | ФОП «Заєць», фізична особа підприємець                                                    |
| 4        | Ульянець Володимир Анатолійович | Самовисування                  | 23.06.1981 | вища                | безпартійний           | Кочубеївська дільниця філії ХБ № 88 ДП «Полтавський КХП», слюсар ремонтник                |
| 5        | Сугак Віктор Петрович           | Самовисування                  | 06.07.1955 | загальна середня    | безпартійний           | будинок культури с. Чапаєве, завідувач                                                    |
| 6        | Гринь Світлана Михайлівна       | Самовисування                  | 06.12.1965 | вища                | безпартійна            | Чапаєвська ЗОШ І-ІІІ ступенів, вчитель                                                    |
| 7        | Чуприна Юрій Васильович         | Самовисування                  | 19.11.1961 | загальна середня    | безпартійний           | Чутівське РГП, слюсар                                                                     |
| 8        | Сологуб Сергій Миколайович      | Політична партія «Рідне місто» | 01.12.1965 | вища                | безпартійний           | Чапаєвська ЗОШ І-ІІІ ступенів, вчитель                                                    |
| 9        | Щепетіхіна Надія Яківна         | Самовисування                  | 22.09.1957 | професійно-технічна | безпартійна            | Чапаєвська сільська рада, секретар                                                        |
| 10       | Гроза Людмила Миколаївна        | Самовисування                  | 06.01.1978 | вища                | безпартійна            | Чутівська державна нотаріальна контора, діловод                                           |
| 11       | Петрик Валентина Дмитрівна      | Самовисування                  | 10.05.1954 | професійно-технічна | безпартійна            | пенсіонер                                                                                 |
| 12       | Супрун Лідія Миколаївна         | Самовисування                  | 01.06.1970 | професійно-технічна | безпартійна            | ФОП «Супрун», фізична особа підприємець                                                   |
| 13       | Бороданенко Лариса Миколаївна   | Самовисування                  | 06.01.1963 | професійно-технічна | безпартійна            | Чапаєвська сільська рада, спеціаліст по бухгалтерському обліку                            |
| 14       | Гринь Віра Миколаївна           | Самовисування                  | 07.05.1968 | професійно-технічна | безпартійна            | тимчасово не працює                                                                       |